# Пешчана јегуља
Пешчана јегуља (лат. Ammodytes marinus) је риба из породице јегуља (Anguillidae).. Пешчане јегуље представљају значајан елемент морских екосистема Северног Атлантика и Северног мора. Име је добила по својој способности да се закопава у песак на морском дну, где проводи већину времена скривена.

## Опис
Тело пешчане јегуље је дугуљасто и цилиндрично, што јој омогућава лако закопавање у песак ради заштите и ловљења плена. Ова врста нема карлична пераја. Просечна величина пешчане јегуље зависи од старости и услова у окружењу. Младе пешчане јегуље  обично достижу дужину од 4–9 cm, док старије јединке (старе једну годину или више) расту до дужине од 10 до 14 cm. Ове мере варирају у зависности од станишта, доступности хране и сезонских услова. Тежина варира у зависности од дужине и старости рибе, као и од услова у станишту, обично је око 3 грама код младих јединки, и око 7 грама код одраслих јединки. Пешчана јегуља има боју која се креће од светложуте до смеђе, што јој омогућава да се камуфлира у морском дну.

## Станиште и распрострањеност
Пешчане јегуље, једна од најважнијих врста у екосистемима Северног Атлантика и Северног мора, имају специфичне захтеве у погледу станишта и дистрибуције. Њихова распрострањеност је ограничена на областима са погодним условима, укључујући карактеристике седимената, дубину воде и околину богату кисеоником.

### Станишта

#### Типови седимената
Пешчане јегуље показују висок ниво специфичности у погледу станишта и у великој мери зависе од доступности одговарајућe  пешчанe подлоге. Преферирају: Средњи и крупни песак, јер он пружа бољу пропустљивост и већу концентрацију кисеоника, неопходну за њихов животни стил. Избегавају фин седимент (нпр. муљ и глина), који има ниску пропустљивост и може ограничити приступ кисеонику, што чини такве површине неподобним за њихово закопавање.

#### Дубина воде
Пешчане јегуље обично насељавају дубине између 30 и 70 метара, са оптималном дубином око 50 метара. Ова дубина омогућава стабилно окружење и доступност хране током активног периода .
Промене у станишту током животног циклуса
Ларве су планктонске и живе у воденом стубу током првих неколико месеци живота (фебруар–јун). Одрасле јединке проводе већину живота закопане у песак, док се током дана активирају ради потраге за храном.

### Физичке и хемијске карактеристике станишта
Оптимална станишта пешчаних јегуља укључују: Температуру воде у распону од 5–15°C и висок садржај кисеоника у седименту, што је од виталног значаја за закопавање и репродукцију

### Распрострањеност

#### Географска дистрибуција
Пешчане јегуље су распрострањене у хладнијим водама Северног Атлантика, са највећом концентрацијом у: Северном мору: Највећа популација налази се на Dogger Bank-у и другим песковитим подручјима. Обалама Шкотске и Ирске: Конкретно у Firth of Forth, Moray Firth и дуж источне обале Оркнија. Северозападној обали Европе: Укључујући области око Данске и јужних делова Северног мора

#### Покривеност станишта
Модели дистрибуције показују високу мозаичну структуру, што значи да су погодна станишта неравномерно распоређена. На пример: Dogger Bank представља подручје са највећом вероватноћом присуства пешчаних јегуља . Подручја у близини западне обале Шкотске показују мању густину, али и даље могу бити значајна за локалне популације.
Морске заштићене области (Marine Protected Areas - MPAs)
У многим деловима Северног мора и око британских обала, области у којима се пешчане јегуље налазе заштићене су ради очувања како самих јегуља, тако и њихових предатора (нпр. морских птица и сисара).

#### Сезонске миграције и локализација
Пешчане јегуље показују ограничене миграције <30 км од места где се налазе, и то их чини високо локализованим врстама. Њихова дистрибуција је снажно условљена локалним факторима, укључујући доступност хране и притисак предатора 

## Начин живота и исхрана
Пешчане јегуље су активне током летњих месеци, када излазе из песка како би се храниле зоопланктонима. Показују специфичан начин живота и исхране које су високо адаптиране на њихово станиште. Њихов начин живота је директно повезан са сезонским променама и доступношћу ресурса у песковитим морским екосистемима. Током зиме, закопавају се у песак и остају у стању хибернације све до пролећа. Ове рибе играју виталну улогу у морском екосистему јер служе као главна храна за многе врсте птица и риба. Сматрају се кључном врстом у ланцу исхране, пошто их конзумирају бакалар, лосос и неколико врста морских сисара попут сивог туљана.

### Начин живота

#### Закопавање у песак
Пешчане јегуље проводе већи део живота закопане у песковитом морском дну, што им омогућава заштиту од предатора и стабилно окружење током периода одмора и хибернације. Током зиме, оне се у потпуности закопавају и остају у песку даноноћно, све до пролећне сезоне храњења

#### Сезонска активност
Током пролећа и лета,  пешчане јегуље су активне током дана, формирајући пелагична јата за храњење, док се ноћу враћају у песак. У јесен и зиму, активност се смањује, а оне остају закопане у песак, чиме минимизују метаболичке потребе током периода када је храна мање доступна

### Исхрана

#### Главни извор хране
Исхрана пешчаних јегуља је заснована на зоопланктонима, укључујући:
Копеподе (Calanus finmarchicus, Pseudocalanus elongatus), који чине главни део њихове исхране. Ларве мекушаца и других морских бескичмењака у мањим количинама

#### Метод храњења
Пешчане јегуље формирају пелагична јата током дневног храњења. У воденом стубу, пешчане јегуље активно филтрирају зоопланктоне користећи своја уста прилагођена за хватање ситних честица. Овај метод исхране је високо ефикасан у областима са високом концентрацијом зоопланктона

#### Сезонске промене у исхрани
Током пролећа и лета, исхрана је интензивна како би се створиле резерве енергије за зимску хибернацију. У зимским месецима, пешчане јегуље престају са активношћу и не хране се, ослањајући се на акумулиране резерве масти

#### Улога у екосистему
Као примарни потрошачи зоопланктона, пешчане јегуље играју кључну улогу у енергетском преносу између нижих (планктона) и виших трофичких нивоа ( морске птице, морски сисари). Њихова исхрана значајно утиче на динамику прехрамбене мреже у Северном мору
Пример морске прехрамбене мреже са пешчаним јегуљама као међусловним организмом који преноси енергију од примарних произвођача преко секундарних произвођача до виших трофичких нивоа

## Репродукција
Пешчане јегуље су зимске мрестилице, што значи да се репродукција одвија током зимских месеци. Овај процес укључује неколико кључних фаза, које су строго повезане са њиховим специфичним животним циклусом и адаптацијама на станиште. Мрест се обично одвија од децембра до јануара у плитким приобалним подручјима са песковитим дном. Јајашца се полажу директно у песак, што омогућава њихову заштиту од предатора и стабилно микроклиматско окружење. Песковито дно са средње крупним и пропустљивим седиментима пружа оптималне услове за развој јајашаца, јер омогућава добру циркулацију воде и довољан ниво кисеоника. Оплодња је спољашња: мужјаци и женке истовремено ослобађају њихове полне ћелије у непосредној близини песковитог дна. Специфична стратегија синхронизације мрешћења повећава вероватноћу успешне оплодње. Јајашца остају закопана у песку током зимских месеци. Период инкубације траје од 8 до 12 недеља, у зависности од температуре воде, која игра значајну улогу у брзини развоја ембриона. Јајашца су лепљива, што их чини стабилним у песковитом седименту, спречавајући њихово померање због струја или таласа. Излегање ларви обично се дешава између фебруара и априла. Ларве које се излегну су планктонске и проводе прве месеце живота у воденом стубу. Током ове фазе, оне се хране ситним зоопланктоном и пролазе кроз неколико развојних стадијума пре него што се припреме за насељавање. Након периода планктонског живота, који траје 2–4 месеца, младе пешчане јегуље насељавају пешчане банке у мају или јуну. Овај прелаз са планктонског на бентоски начин живота је кључна тачка у њиховом развоју. Током ове фазе, младе пешчане јегуље се закопавају у песак, где остају скривене ноћу, а током дана формирају јата за храњење у пелагичним подручјима. Висока специфичност станишта пешчаних јегуља, игра кључну улогу у њиховом репродуктивном успеху. Одговарајуће услове за мрест и инкубацију омогућавају пропусни седименти богати кисеоником, што је пресудно за развој јајашаца.

## Угроженост и заштита
Пешчане јегуље су врста која је подложна различитим претњама, углавном због климатских промена, прекомерног риболова и деградације станишта. Њихова ограничена способност миграције, специфична потреба за песковитим стаништима и значај у морским прехрамбеним ланцима чине их осетљивим на промене у животној средини. У овом контексту, очување њихових станишта и заштита од риболова играју кључну улогу у осигурању дугорочног опстанка ове врсте.

### Претње
Климатске промене: Повећање температура мора има значајан утицај на популације пешчаних јегуља. Како су хладнокрвни организми, њихов метаболизам и репродукција директно зависе од температуре воде. Повећање температура може довести до смањења броја зоопланктона, који је главни извор хране за пешчане јегуље, као и до погоршања услова за њихову репродукцију. Промене у температури могу такође утицати на дубину и структуру песковитих станишта, што може смањити доступност одговарајућих подручја за закопавање.
Прекомерни риболов: Пешчане јегуље су важан извор хране за комерцијално вредне врсте као што су бакалар (Gadus morhua) и лосос (Salmo salar), као и за морске птице и сисаре. Прекомерни риболов пешчаних јегуља као "живи мамац" за рибарство доводи до деградације популације и нарушавања морске прехрамбене мреже. У неким регионима, попут британских обала, забрањен је лов на пешчане јегуље како би се смањио притисак на њихове популације.
Деградација станишта: Деградација морског дна услед људских активности као што су копање морског дна и изградња обала имају дубок утицај на песковита станишта која су неопходна за живот пешчаних јегуља. Повећана бука и контаминација морских система такође могу негативно утицати на физиолошке процесе ових риба.

### Заштита
Многе земље и међународне организације предузимају мере за заштиту пешчаних јегуља, укључујући успостављање морских заштићених подручја (MPAs). У овим подручјима забрањен је лов и риболов, што омогућава опоравак популација пешчаних јегуља и очување њихових станишта. На пример, у Великој Британији и осталим деловима Северног мора, успостављене су мере за заштиту подручја као што је Dogger Bank, која је једно од најзначајнијих станишта за ову врсту .
Такође, употреба одрживих риболовних техника које минимализују утицај на песковита станишта, као што је употреба риболовачлих мрежа које не оштећују морско дно, може значајно допринети заштити популација пешчаних јегуља.

### Прогноза и будућност
Пошто су пешчане јегуље кључни део морских екосистема, њихово очување је од великог значаја за стабилност целокупних морских фауна. Наставак истраживања у области климатских промена, биомасе зоопланктона и процена утицаја људских активности на станишта може помоћи у развоју ефективнијих стратегија за заштиту ових врста.

## Улога пешчаних јегуља у ширем морском ланцу исхране
Пешчане јегуље играју кључну улогу у морском екосистему као важан део прехрамбене мреже, као примарни потрошачи зоопланктона и као храна за бројне морске предаторе, укључујући рибе, морске птице и сисаре. Њихова способност да филтрирају зоопланктонe помоћу специјализованих уста чини их виталним чланом морског ланца исхране. Кроз анализу трофичке структуре и биомасе, може се утврдити колико је њихова биомаса важна за одржавање динамике унутар ових екосистема.

### Важност као извор хране
Пешчане јегуље су кључни извор хране за многе морске предаторе. Истраживања су показала да су ове рибе особито важне за прехрану већих риба, као што су бакалар (Gadus morhua) и лосос (Salmo salar), као и за морске сисаре као што су сиви туљан (Halichoerus grypus) и разне врсте морских птица, као што су морски папагаји (Fratercula arctica) и галебови (Larus spp). На основу података о трофичким интеракцијама у морским екосистемима, утврђено је да пешчане јегуље представљају не само локалну, већ и регионалну основу за морске прехрамбене ланце.

### Утицај на морску прехрамбену мрежу
Пешчане јегуље делују као кључни енергетски преносници између нижих и виших трофичких нивоа. Оне трансформишу енергију из зоопланктона и преносе је на хиљаде морских предатора, чинећи их круцијалним за функционисање целокупне морске фауне. Разумевање њихове улоге у ланцу исхране је важно за прогнозу како би климатске промене могле утицати на целокупну морску фауну, са обзиром на то да смањење популације пешчаних јегуља може довести до пада у броју предатора који зависе од њих као извора хране.

### Узајамни однос са другим врстама
Пешчане јегуље такође играју важну улогу у интеракцијама са другим морским врстама, укључујући конкуренцију за ресурсе и предаторско понашање. Многе морске рибе које деле сличну исхрану са пешчаним јегуљама, као што су неке врсте скуша и сардина, конкуришу са њима за зоопланктоне. Такође, одређене морске птице које се хране пешчаним јегуљама такође конкуришу са морским сисарима за исти извор хране, што ствара динамичан баланс у екосистему који може бити нарушен ако се популација пешчаних јегуља смањи.

### Прогноза променa у екосистему
Прогноза како ће климатске промене утицати на морску прехрамбену мрежу, посебно на улогу пешчаних јегуља, указује на потенцијално смањење њихове популације. Ове промене могу укључивати повећање температуре мора и повећану концентрацију угљен-диоксида, што утиче на продуктивност зоопланктона, који је основни извор хране за пешчане јегуље. Смањење доступности зоопланктона могло би директно утицати на здравље популација пешчаних јегуља и на исте морске предаторе који зависе од њих. Такође, поремећаји у дубини и структури морских седимената, који могу бити последица климатских промена, могу утицати на доступност погодних станишта за ову врсту .

## Утицај климатских промена
Климатске промене, посебно повећање температура мора, могу имати дубок утицај на популацију пешчаних јегуља, узимајући у  обзир њихов животни циклус и специфичности у вези са стаништем и репродукцијом. Пешчане јегуље су хладнокрвни организми и за разлику од неких покретљивијих риба, имају ограничену способност миграције као одговор на промене у животној средини. Ова ограничена миграција чини их посебно осетљивим на климатске промене, које директно утичу на њихово преживљавање, раст, метаболизам и репродуктивне процесе.

### Директан утицај температуре мора
Пешчане јегуље су зависне од одређених температурних опсега за нормално функционисање свог организма. Промене температуре мора могу имати директан утицај на неке физиолошке процесе, као што су метаболизам, раст и сазревање, који су сви осетљиви на температурне флуктуације. Са порастом температуре, метаболички процеси код ових риба се убрзавају, што повећава њихове енергетске потребе и смањује доступност енергије за репродукцију. Ово може довести до одложеног сазревања, смањене плодности, па чак и смањења стопе преживљавања младих пешчаних јегуља, јер прикупљене енергетске резерве неће бити довољне за подршку свим физиолошким функцијама.

### Два кључна аспекта осетљивости на температурне промене
Дуг период хибернације: Пешчане јегуље проводе зиму закопане у песку, у стању смањеног метаболизма и неактивности. Овај дуг период хибернације, који траје од јесени до пролећа, чини их посебно осетљивим на ниске температуре. Ако зимске температуре буду прениске, онe ће бити приморанe да троше енергетске резерве брже него што је уобичајено, што може утицати на њихову способност да преживе до пролећа, када почињу да се активирају.
Потреба за изградњом енергетских резерви: Пешчане јегуље морају да акумулирају енергију током периода када је храна доступна у изобиљу, као што су пролеће и лето. Ова енергија је неопходна за њихову репродукцију током зиме, када су зоопланктони, који су главни извор хране, мање доступни. Како температуре расту, зоопланктони се могу повући или изменити своје миграције, што смањује доступност хране за пешчане јегуље. Повећана температура такође утиче на њихове метаболичке потребе, због чега је њихова способност да акумулирају довољне енергетске резерве смањена, што може довести до смањене репродуктивне способности и неадекватне припреме за хибернацију.

### Индиректни ефекти климатских промена
Повећана температура мора такође има индиректан утицај на популацију пешчаних јегуља преко промене у биомаси зоопланктона. Пошто зоопланктони представљају главни извор хране за пешчане јегуље, свако смањење његове количине доводи до смањене доступности хране за ову врсту. Истраживања показују да се с повећањем температуре воде смањује бројност зоопланктона, што директно утиче на стопу раста пешчаних јегуља и може довести до одложеног сазревања и нижег учинка у репродукцији.

### Прогнозе за будућност
Будућност популација пешчаних јегуља под утицајем климатских промена остаје неизвесна. Повећање температура мора могу променити расподелу и густину популација зоопланктона, чиме ће се додатно нарушити равнотежа у ланцу исхране. Поред тога, очекивани пораст нивоа мора може довести до губитка круцијалних песковитих станишта који су неопходни за закопавање пешчаних јегуља, чиме ће се ограничити доступност за репродукцију и преживљавање младих јегуља.

## Легенде
У неким старим причама, песак је био сматран чаробним елементом – нешто што може да скрива блага, магичне предмете или митска бића. Тако су рибе које се крећу по песку, пешчане јегуље и друге рибе налик њима, добијале статус "чувара" тих скривених ствари. У неким случајевима, сматрало се да ове рибе могу бити везане за подводне светове и да имају способност да комуницирају са силама природе.
У многим културним предајама, песак и морски амбијент су били повезани са стварањем и уништењем. Песак је био симбол пролазности времена, па су створења која живе на песковитим дну често сматрана "пролазним", мистериозним бићима. Пешчана јегуља се својим понашањем, које подсећа на "ископавање" песка, повезивала са причама о бићима која су долазила из другог света, баш као што песак има способност да сакрије и открије тајне.
У неким митовима пешчане јегуље, биле су повезиване са "нестајањем" и "поновним доласком", симболизујући циклусе живота и смрти. Према неким народним веровањима, пешчане јегуље биле су повезане с подземним световима и представљале су трагове душа које путују између светова. Ове приче биле су нарочито присутне у приморским заједницама које су веровале да песак може сакрити или открити не само предмете, већ и бића која настањују свет мора.